# Thrasyas de Mantinée
Thrasyas (en grec ancien Θρασύας) est un herboriste de Grèce antique, contemporain de Théophraste.

## Notice historique
Originaire de Mantinée, il est cité dans l’ouvrage Recherches sur les plantes de Théophraste aux côtés de son élève Aléxias, qui est dit aussi versé dans son art que son maître, mais aussi en médecine. 